# Silvio Paternostro
Silvio Paternostro (Mormanno, 1893 – Lencia, 28 agosto 1937) è stato un militare italiano, decorato con la medaglia d'oro al valor militare alla memoria nel corso delle grandi operazioni di polizia coloniale in Africa Orientale Italiana.

## Biografia
Nacque a Mormanno nel 1893, figlio di Nunzio e Rosa La Terza. Dopo aver prestato servizio militare volontario per un anno, nel 1914, nel Regio Esercito, fu richiamato in servizio attivo il 1º giugno 1915, a guerra con l'Impero austro-ungarico già iniziata, assegnato 4º Reggimento artiglieria da fortezza. nel giugno 1915, frequentato il corso allievi ufficiali di complemento presso la Regia Accademia Militare di fanteria e Cavalleria di Modena, fu promosso aspirante e destinato al 1º Reggimento alpini. Promosso sottotenente il 22 gennaio 1917 e tenente il 27 maggio successivo, nel febbraio 1918, passato in servizio al battaglione alpini "Tolmezzo", si distinse in combattimento sul Tonale, al Col della Berretta e al Costone Brescia. Il 1º aprile 1919 fu trasferito al battaglione alpini "Spluga" del 5º Reggimento alpini e alla fine del 1919 lasciò definitivamente la zona di guerra. Nominato in servizio permanente effettivo nell'ottobre 1921, nel febbraio 1932 fu promosso capitano destinato all'8º Reggimento alpini. Trasferito nel Regio corpo truppe coloniali della Cirenaica il 9 dicembre 1934, nel settembre 1936 partiva volontario per l'Africa Orientale salpando da Tobruk il giorno 23 e sbarcando a Massaua sei giorni dopo. Assunto il comando di una compagnia del LIV Battaglione coloniale della X Brigata indigeni partecipò alle grandi operazioni di polizia coloniale. Catturato dai ribelli a Lencia il 28 agosto 1937, fu da questi condannato alla fucilazione. Decorato con la medaglia d'oro al valor militare alla memoria.

### Fonti
1. 1 2 3  Bianchi 2012, p. 183.
2. 1 2 3 4 5 6 7  Bianchi 2012, p. 184.
3. ↑  Registrato alla Corte dei conti del 21 febbraio 1939, registro 2 Africa Italiana, foglio 189.
4. ↑   Medaglia d'oro al valor militare Paternostro, Silvio, su quirinale.it, Quirinale. URL consultato l'11 febbraio 2023.